# Protoptilum denticulatum
Protoptilum denticulatum is een Pennatulaceasoort uit de familie van de Protoptilidae. De wetenschappelijke naam van de soort is voor het eerst geldig gepubliceerd in 1904 door Jungersen.